# Rio das Antas
Rio das Antas is een gemeente in de Braziliaanse deelstaat Santa Catarina. De gemeente telt 6.237 inwoners (schatting 2009).

## Aangrenzende gemeenten
De gemeente grenst aan Caçador, Fraiburgo en Videira.